# Anoplolepis fallax
Anoplolepis fallax är en myrart som först beskrevs av Mayr 1865.  Anoplolepis fallax ingår i släktet Anoplolepis och familjen myror. Inga underarter finns listade i Catalogue of Life.